# Sapsan
Sapsan (ruski: Сапсан, "sivi sokol") - brzi vlak u Rusiji. Izgradila ga je tvrtka Siemens Velaro. Vlakovi su započeli s redovitim prometom na relaciji Moskva - Sankt Peterburg u prosincu 2009. Ima maksimalnu brzinu od oko 250 km/h Nova pruga, koja je u planu, omogućit će brzine do 330 km/h.
Dana 18. svibnja 2006., Siemens i Ruske željeznice potpisale su 30-godišnji ugovor za isporuku vlakova, koji mogu voziti velikim brzinama. Cilj je bio povezati Moskvu sa Sankt-Peterburgom i kasnije s Nižnji Novgorodom, brzinom do 250 km/h. Sapsan je izveden iz njemačkog ICE 3 vlaka, ali s preinakama, da odgovara tračnicama ruskih željeznica, koje su drugačije od zapadnoeuropskih.
Četiri vlaka ("EVS2") opremljena su za rad na 3 kV DC i također 25 kV 50 Hz AC napajanjima. Ukupna dužina svakog od deset vlaka je 250 m i može prevoziti do 600 putnika.
Vlakovi su proizvedeni u pogonima Siemensa u Erlangenu i Krefeldu u Njemačkoj. 
Četiri vlaka ušla su u putnički promet na kraju 2009. na relaciji Moskvu - St Petersburg te na relaciji Moskva - Nižnji Novgorod 30. srpnja 2010.
Sapsan je postavio rekorde kao najbrži vlak u Rusiji putujući brzinom od 281 km/h, 2. svibnja 2009. te 7. svibnja 2009., putujući 290 km/h.
Prosječna popunjenost vlakova je oko 84% i to su jedine profitabilne željezničke linije u Rusiji. Vlak od Moskve do Sankt-Peterburga putuje 3 sata i 40 minuta, a od Moskve do Nižnji Novgoroda 3 sata i 55 minuta. 